# Чербузы (река)
Чербу́зы — небольшая река в Советском районе Новосибирска, впадающая в Гладкое болото. Место истока неизвестно. На некоторых картах отмечена как ручей. Большая часть протекает в коллекторе.

## История
В 1920-х годах на реке появилась деревня Чербусы, основанная выходцами с Поволжья, среди которых были чуваши, татары и мордва. Позднее территория поселения вошла в состав Советского района Новосибирска.
Во время строительства Академгородка практически вся река была скрыта в коллекторе.

## Описание
Около 360 м Чербузы бежит на поверхности по территории плотной городской застройки, но в основном проходит под землёй, в частности, по данным сайта мэрии Новосибирска — под дорожным полотном улицы Демакова.
Река выходит из трубы близ Новосибирского политехнического колледжа, далее протекает под четырьмя пешеходными мостками до участка между зданиями по улице Иванова, 8, Бульвара Молодёжи, 21, после чего скрывается в трубе; потом появляется на поверхности ещё два раза: в районе автозаправочной станции у Бердском шоссе, затем — в лесу, где она раздваивается и впадает в Гладкое болото.
Ширина реки к концу лета составляет не больше одного метра.
Открытая часть русла в некоторых местах заключена в бетонные рамки.

## Влияние на городскую инфраструктуру
Чербузы формирует границу двух микрорайонов Нижней зоны Академгородка — Щ и Д. Фактически дублирует реку проложенная ещё в период постройки Академгородка разобранная железнодорожная ветка, которая ранее шла к Институту прикладной физики, котельной, базе УРСА, тяговой подстанции РЖД и складу «Академпродснаба» на Пасечной улице.

## Флора и фауна
Вдоль реки растут ивы, тополя и клёны, во дворе жилого здания по улице Арбузова, 11 сохранился естественный луг. По берегам Чербузов в районе городской застройки произрастает хвощ, на территории бора — папоротники, костяника. В единичном экземпляре в дренажном канале реки был замечен борщевик Сосновского.
Среди представителей животного мира встречаются жабы и ящерицы.

## Экология
Возле реки и в её русле периодически скапливаются бытовые отходы. Очисткой Чербузов занимаются волонтёры.
Вдоль берегов встречаются погреба, в том числе заброшенные.
Установленное на одном из участков бетонное ограждение реки препятствует поступлению в неё сточных вод.

## Туристический потенциал
Пойма реки должна стать частью большого парка, идея его создания появилась ещё в 2019 году.

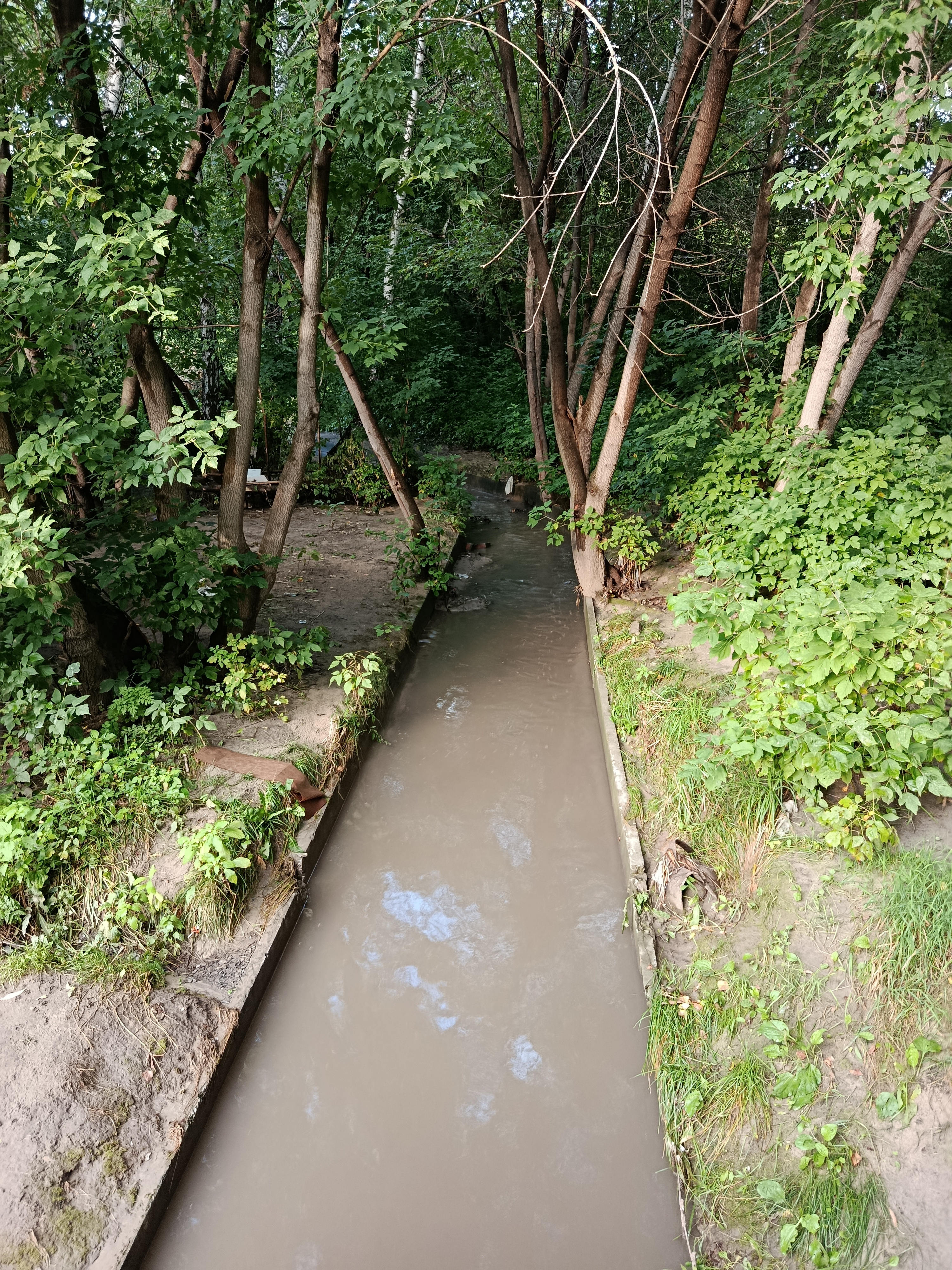
Река Чербузы